# ایستگاه راه‌آهن دیزج خلیل
ایستگاه راه‌آهن دیزج خلیل (انگلیسی: Dizaj Khalil railway station) واقع در دیزج‌خلیل، شهرستان شبستر، استان آذربایجان شرقی و تحت مالکیت راه‌آهن ایران است.